# Silbermühle (Leopoldstal)

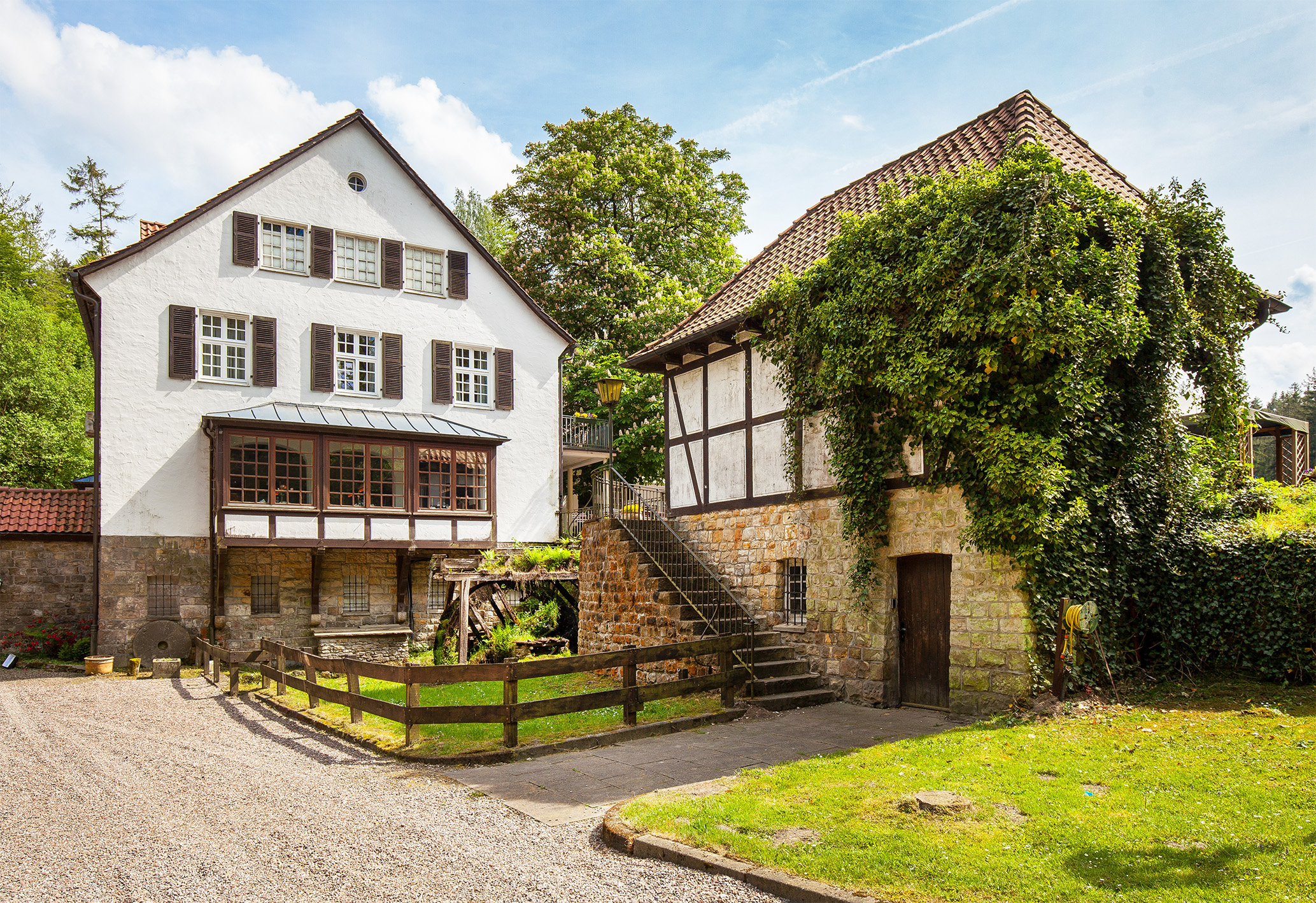
Die Silbermühle

Die Silbermühle ist eine ehemalige Wassermühle im Ortsteil Leopoldstal der Gemeinde Horn-Bad Meinberg im Kreis Lippe in Nordrhein-Westfalen.

## Beschreibung
Die Silbermühle liegt am Fuße des Berges Velmerstot nahe der Ortschaft Leopoldstal. Der dortige Silberbach durchläuft das von der Natur gestaltete Silberbachtal. Zwischen 1710 und 1711 wurde im Silberbachtal nach Silber gesucht, die damalige Ausbeute war jedoch sehr gering. Es stellte sich heraus, dass der wahre Reichtum des Silberbachtals in der Wasserkraft und nicht in den Edelmetallen lag. Insgesamt siedelten sich drei Mahlmühlen, vier Schleifmühlen und zwei Walkmühlen am Oberlauf des Silberbaches an. Neben der Silbermühle sind heute noch die Reste einer als Bodendenkmal geschützten Schleifmühle und die unter Denkmalschutz stehende Bollmühle erhalten.
Das ehemalige Packhaus der Silbermühle, in dem einst Silbererz ausgewaschen wurde, ist 1710 von Johann Heinrich Steinmeier zu einer Mahlmühle umgebaut worden. Später wurde sie um eine Ölmühle erweitert. In den folgenden Jahrhunderten wird die Mühle an diverse Müller in Pacht vergeben.

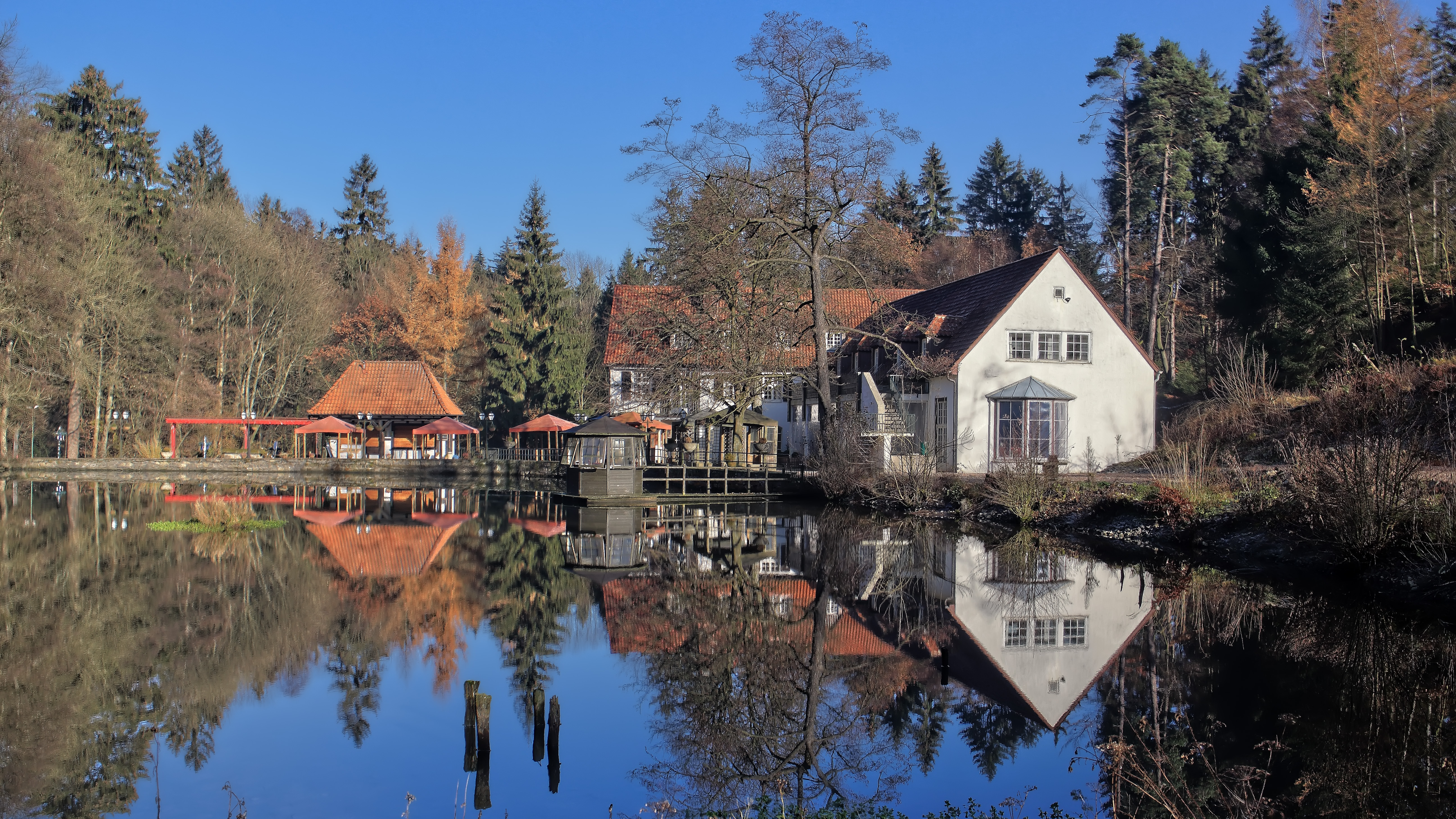
Silbermühle 2012

1895 erhielt der damalige Müller die Konzession zur Errichtung einer Gastwirtschaft. Die Mühle wurde nach und nach erweitert und entwickelte sich zu einem beliebten Ausflugslokal. Der Mühlenbetrieb lief noch bis zum Jahr 1927 weiter und wurde dann eingestellt. Noch heute befindet sich in der Silbermühle ein Hotel und Restaurant.
Am 24. April 1965 erfolgte in der Silbermühle die Gründung des Naturparks „Eggegebirge und südlicher Teutoburger Wald“, der als Zweckverband getragen wird von der Stadt Bielefeld und den Kreisen Gütersloh, Hochsauerland, Höxter, Lippe und Paderborn. Der Naturpark umfasste damals eine Fläche von ca. 600 km2, er war der achte Naturpark in Nordrhein-Westfalen und der 28. in der damaligen Bundesrepublik Deutschland.

## Wanderwege
An der Silbermühle führen einige beliebte Rundwanderwege sowie der Hermannsweg und der Europäische Fernwanderweg E1 vorbei.
- H  Hermannsweg (Rheine-Leopoldstal)
- E1 Europäischer Fernwanderweg 1 (Teilstrecke Hameln-Velmerstot)
- K2 (Schlangen: Parkplatz Bauernkamp) Klima-Erlebnis-Route Rund um den Velmerstot
- A2 (Horn: Silberbachtal, Silbermühle)
- A1 (Horn: Rundwanderweg Waldschlösschen, Silberbachtal, Silbermühle)
- A3 (Horn: Rundwanderweg Waldschlösschen, Silbermühle)
- A5 (Horn-Bad Meinberg: Rundwanderweg Waldschlösschen, Silbermühle)